# Elaeocarpus reticulatus
Espèce
Classification phylogénétique
Synonymes
- Elaeocarpus cyaneus Ait. ex John Sims

Elaeocarpus reticulatus est un grand arbuste ou un arbre qui peut atteindre 15 m de hauteur. Dans les forêts humides de Nouvelle-Galles du Sud, il peut atteindre une hauteur de 30 mètres. Ses caractéristiques les plus remarquables sont ses fleurs blanches ou roses en forme de tasse avec des bords frangés et ses fruits ronds et bleus. Strictement décoratifs, les fruits ne sont pas réellement des baies mais des drupes. Ses feuilles deviennent rouge vif au fur et à mesure qu'elles vieillissent. 
C'est une plante qui pousse dans l'est de l'Australie dans de nombreuses conditions. Elle est originaire des forêts tropicales du sud du Queensland et de l'est de la Nouvelle-Galles du Sud, mais a changé de territoire pour inclure le climat plus sec du sud-est de l'Australie (ses feuilles sont devenues plus dures, par exemple). En Nouvelle-Galles du Sud, on le trouve dans les environnements humides, notamment les ravins et les berges des ruisseaux, ainsi que dans les forêts d'eucalyptus et les broussailles côtières denses.